# Монтгомери, Хью Лоуэлл
Хью Ло́уэлл Монтго́мери (англ. Hugh Lowell Montgomery, род. 26 августа 1944) — американский математик, работающий в области аналитической теории чисел и математического анализа. Как обладатель стипендии Маршалла поступил в докторантуру Кембриджского университета, где в 1972 году получил степень доктора философии. В течение многих лет преподаёт в Мичиганском университете.
Наиболее известен разработкой парной корреляционной гипотезы Монтгомери, усовершенствованием методов «большого решета», а также как соавтор (совместно с Айвеном Нивеном и Гербертом Цукерманом) одного из стандартных вводных текстов по теории чисел — «Введение в теорию чисел», в пятом издании (ISBN 0471625469).
В 2012 году избран действительным членом (фелло) Американского математического общества.

## Внешние ссылки
- Официальная страница
- «Введение в теорию чисел» (пятое издание)